# Rolf Gerber
Rudolf Gerber (conocido como Rolf Gerber; 25 de julio de 1930-8 de enero de 2024) fue un deportista suizo que compitió en bobsleigh. Ganó una medalla de plata en el Campeonato Mundial de Bobsleigh de 1955, en la prueba cuádruple.

## Palmarés internacional
| Campeonato Mundial | Campeonato Mundial   | Campeonato Mundial | Campeonato Mundial |
| Año                | Lugar                | Medalla            | Prueba             |
| ------------------ | -------------------- | ------------------ | ------------------ |
| 1955               | Sankt Moritz (Suiza) | Medalla de plata   | Cuádruple          |